# I hendes hænder
I hendes hænder er en dansk kortfilm fra 2006 med instruktion og manuskript af Camille Alsted.

## Handling
Nina på 13 år bor alene med sin far. De har et tæt forhold, men en episode sætter gang i nogle ubehagelige rygter blandt Ninas klassekammerater. For hvor tæt kan man være med sin far, når man ikke længere er en lille pige?

## Medvirkende
- Kirstine Rosenkrands Mikkelsen - Nina
- Henrik Prip - Michael
- Celine Høgsted - Karina
- Gorm Worsaae - Mand i bus
- Julie Wright - Sofie